# Наукова публікація

Типовий робочий процес публікації для статті в академічному журналі (препринт, постпринт і публікація) з правами відкритого доступу

Наукова публікація — це опублікований опис наукового дослідження, що містить аналіз сутності певної наукової проблеми, методи і результати її дослідження, науково обґрунтовані висновки. Завданням наукових публікацій є знайомити науковий світ з результатами досліджень окремих вчених та груп науковців. Публікації зазвичай зазнають наукового рецензування, що здійснюється незалежними фахівцями. Наукові публікації є найбільш авторитетним та об'єктивним джерелом знань про світ. Раніше більшість публікацій здійснювалися шляхом друку на папері, на сучасному етапі значна частина наукових публікацій здійснюється в електронному вигляді.
Не слід плутати наукові і науково-популярні, науково-публіцистичні публікації.

## Історія
У зв'язку з розвитком науки у XVII сторіччі у науковців виникла необхідність ділитися власними відкриттями із колегами. При цьому багато уваги приділялось захисту пріоритету відкриття. Першими суто науковими виданнями, які здійснювали наукові публікації, були англійське Філософські праці Королівського товариства і французьке Journal des savants («Журнал вчених») (1665). Надалі кількість наукових журналів зросла до декількох тисяч. Поступово до ХІХ сторіччя кількість наукових публікацій зросла настільки, що спеціаліст вже не міг осягнути всі публікації з власної дисципліни. Тому з'явився процес рецензування, коли поважні журнали вимагали від молодих науковців рекомендаційних листів від відомих вчених на підтримку власних робіт. У ХХ сторіччі наукове рецензування стало еталоном наукової публікації. Стали рецензуватися не лише наукові статті та повідомлення, але й наукові книги, збірники тощо.

## Завдання наукових публікацій
Наукові публікації одночасно виконують кілька функцій:
- підсумку результатів теоретичних чи експериментальних досліджень одного або цілої групи вчених;
- стимулу подальших наукових досліджень у зазначеній проблематиці;
- закріплення результатів наукового пізнання;
- передачі знань наступним поколінням і групам споживачів.

До наукових можуть відносити й інші публікації які вказаних функцій не виконують, зокрема, науково підготовані до друку пам'ятки писемної культури та історичні документи в якості прикладів яких в Україні можна навести публікації у міжвидавничих збірках «Літературні пам'ятки України» та «Пам'ятки історичної думки України».

## Рецензування
Розрізняють рецензовані та нерецензовані наукові публікації.[джерело?] Більшість наукових публікацій, на яких ґрунтується науковий світогляд, є рецензованими. Такі публікації мають найвищий ступінь довіри серед науковців.
Існують такі типи рецензованих наукових публікацій:
- наукова стаття
- електронний препринт наукової статті
- наукова книга (монографія)
- науковий звіт державних служб (наприклад, демографічна статистика)

Крім того патент на винахід (не Корисна модель) проходить експертизу по суті.
До нерецензованих наукових публікацій належать тези конференцій, тексти усних доповідей, електронні публікації поза сайтами наукових рецензованих журналів. Нерецензовані публікації потребують спеціального скептичного аналізу читачем, оскільки можуть містити окремі непідтверджені науково ідеї. Через цю складність вони часто проходять повз увагу науковців. Однак існує декілька баз даних нерецензованих публікацій (наприклад, ArXiv.org), де спеціалісти розглядають і нерецензовані публікації. Під час такого розгляду було встановлено доведення гіпотези Пуанкаре російським математиком Григорієм Перельманом.

## Якість наукової публікації
Незважаючи на процедуру рецензування, рівень наукової цінності наукових публікацій неоднаковий. Крім того, сам процес рецензування не здатний виявити всі порушення наукового методу, особливо в експериментальній науці, де експерименти складні і нема можливості їх повторити. Науковці та фінансові донори наукових досліджень шукають додаткові критерії для визначення більш якісних наукових публікацій. Визначають індекс цитування публікацій, внесок окремих авторів, впливовість журналу, де зроблено публікацію, тощо.

### Фіктивні наукові публікації
Внаслідок розвитку наукометрії  результати вченого почали оцінювати за кількістю публікацій в міжнародних рецензованих журналах та кількістю цитувань цих публікацій. Низка видавництв почала випускати безліч журналів зі слабкою системою рецензування або взагалі без неї, де можна за визначену оплату опублікувати будь-яку статтю під виглядом наукової. Наукометричні бази на кшталт Scopus та Web of Science намагаються позбутися таких журналів шляхом введення більш жорстких критеріїв.
Зокрема в Україні публікації, які імітують науковість стали дуже розповсюдженими. На низькоякісні журнали (зокрема з українськими редакціями), що були виключені з бази даних Скопус, припадає до 63 % статей, надрукованих українськими вченими в галузі економіки.